# Wilhelm Franz von Vittinghoff gen. Schell
Wilhelm Franz von Vittinghoff gen. Schell (* 1619; † 1. Dezember 1700) war Domkantor und Domherr in Münster und Paderborn.

## Leben

### Herkunft und Familie
Wilhelm Franz von Vittinghoff gen. Schell entstammte dem westfälischen Adelsgeschlecht von Vittinghoff und wurde als Sohn des Johannes von Vittinghoff gen. Schell (1570–1642) und seiner Gemahlin Almut auf dem Berge zu Ripshorst (1580–1657) geboren. Die Sprossen der Familie bekleideten hohe Ämter in der Kirche, beim Militär und in den Verwaltungen. So stellten die Freiherrn von Vittinghoff von 1456 bis zur Säkularisation im Jahre 1803 die Erbdrosten im Stift Essen.
Wilhelms Bruder Gisbert Johann (1600–1662) war mit Agnes Margret von Boenen (1615–1664) verheiratet.

### Wirken

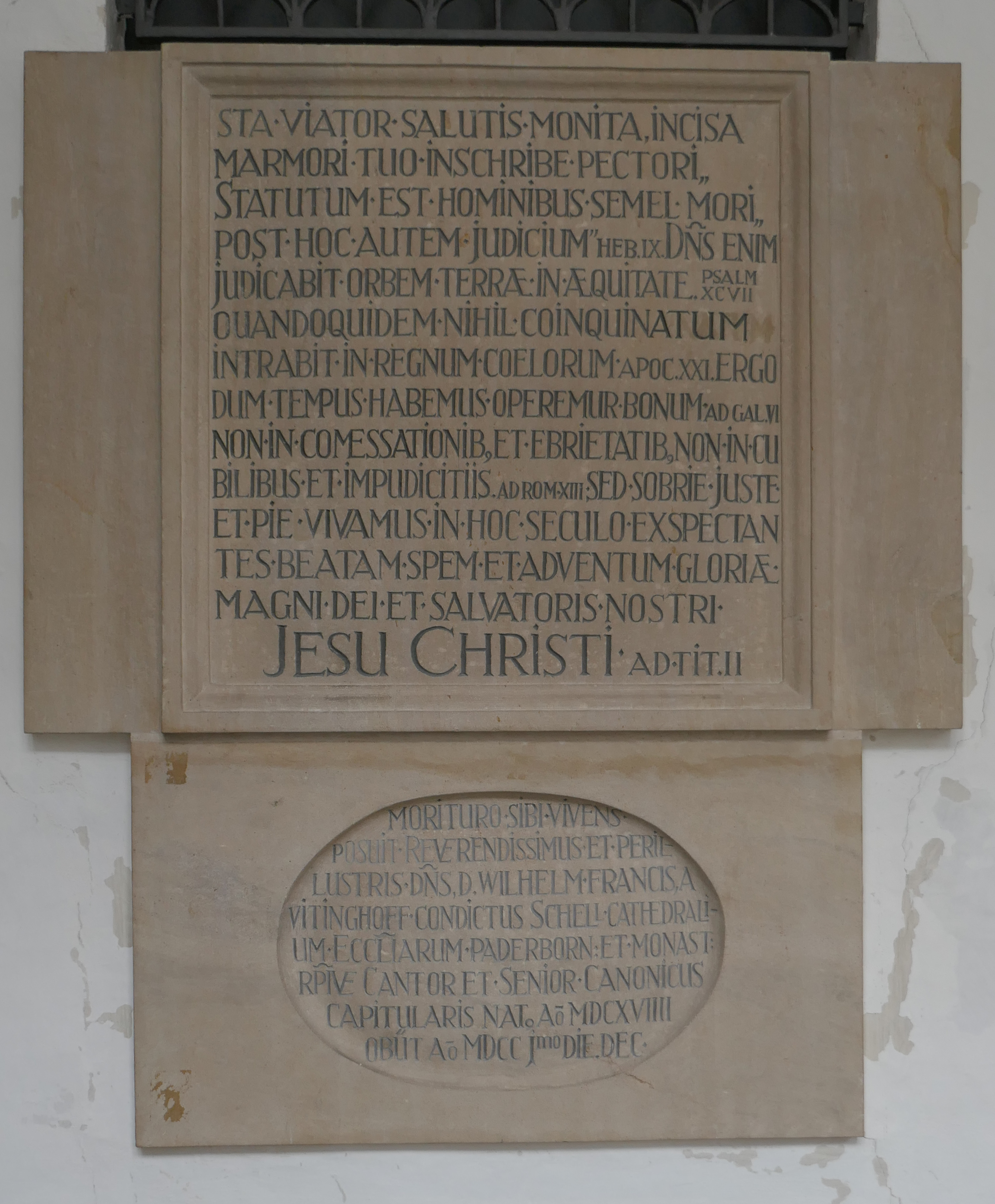
Epitaph Wilhelm Franz von Vittinghoff im Paderborner Dom

Nach dem Empfang der Niederen Weihen am 12. September 1632 wurde Wilhelm Franz vom Turnar Matthias Korff gen. Schmising am 20. August 1650 für die Dompräbende des verstorbenen Domherrn Arnold Ulrich von Bocholtz präsentiert. Wegen der strittigen Sachlage kam die Einsetzung als Domherr in Münster und Paderborn erst am 14. November 1656. Nach dem Verzicht seines Onkels, Propst Arnold von Vittinghoff gen. Schell kam Wilhelm Franz am 15. Januar 1665 in den Besitz des Oblegiums Gronover und optierte am 24. Januar 1676 auf die Obedienz Ladbergen.
Als Domkantor des Paderborner Kapitels war er gleichzeitig Archidiakon des Bezirks Warburg. Der Neustädter Kirche in Warburg hat er einen silbervergoldeten Kelch gestiftet.
Im Kreuzgang des Doms zu Paderborn befindet sich sein Epitaph.